# Galgenen
Galgenen je obec ve švýcarském kantonu Schwyz. Žije zde přibližně 5 200 obyvatel.

## Geografie
Galgenen leží v nadmořské výšce 1272 až 430 m n. m. v dolní části údolí Wägital. Řeka Wägitaler Aa zde na konci údolí směrem k Curyšskému jezeru vytvořila malou říční deltu.

## Historie

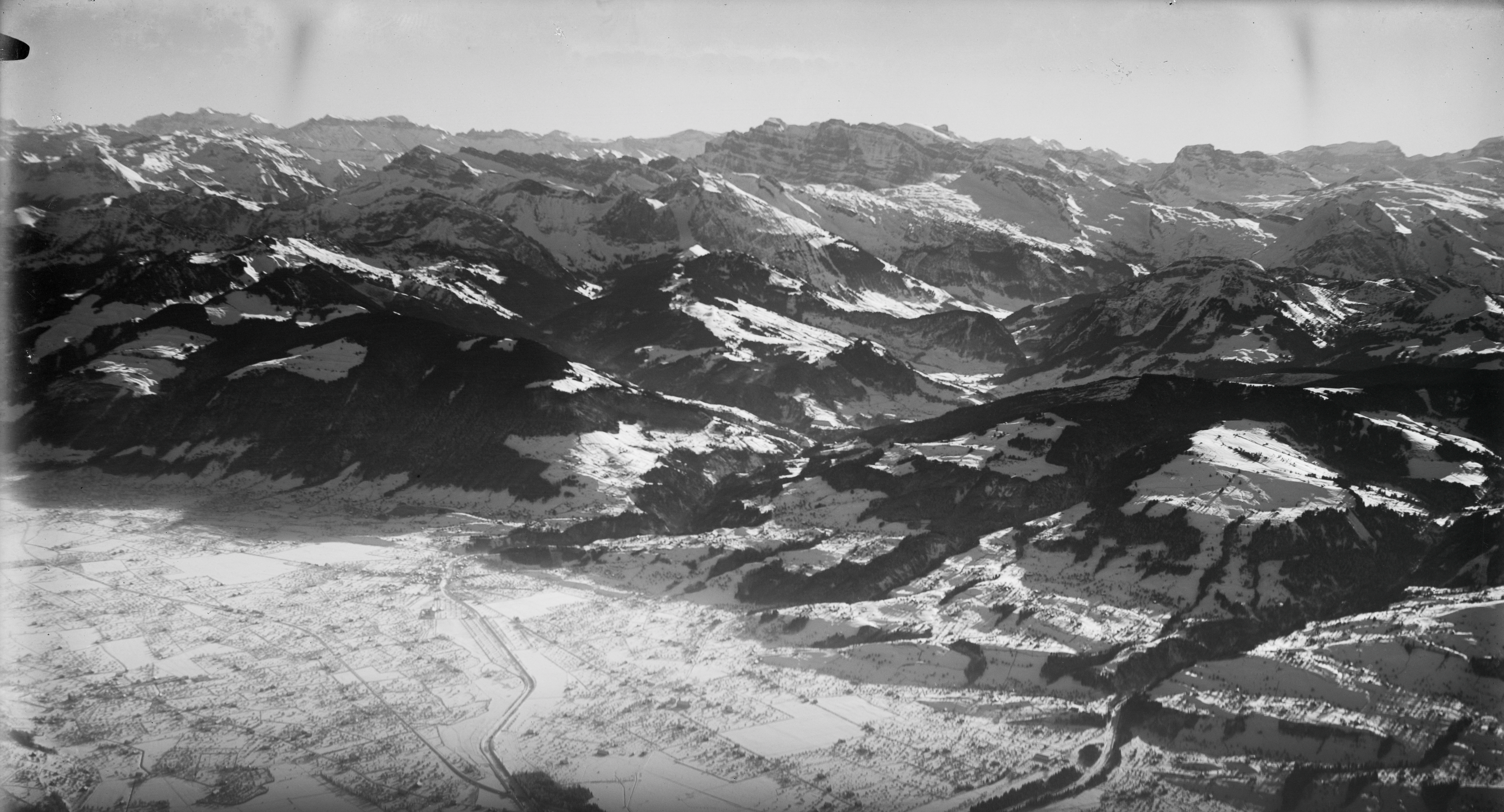
Letecký pohled na Galgenen a okolí (1919)

Galgenen, později Galgennun, je zmiňován v roce 1229 a v roce 1275 jako místo, kde se nachází kostel svatého Martina. Původ názvu se dosud nepodařilo objasnit.
Ve 14. století vlastnil část pozemků v Galgenenu curyšský Fraumünster. V roce 1405 se Galgenen stal součástí kantonu Schwyz.
V letech 1472–1475 byl postaven nový kostel, který byl v roce 1689 výrazně přestavěn. Na stavbu současného kostela dohlížel v letech 1822–1826 architekt Hans Konrad Stadler. V roce 1355 držel kolaturní práva v obci Gottfried von Habsburg-Laufenburg, který je v roce 1358 prodal rakouskému vévodovi. Farní beneficium zůstalo v rukou rodiny Reding až do roku 1809, která také od roku 1707 zajišťovala duchovní správu v Galgenenu.
Výstavba kantonální silnice Siebnen-Lachen kolem roku 1840 vyvolala v Galgenenu zpočátku malou stavební aktivitu. Prvními průmyslovými podniky byly přádelna a mechanická tkalcovna bavlny, postavené na Spreitenbachu v letech 1861–1863. V roce 1861 byla v obci postavena přádelna a mechanická tkalcovna bavlny. Kolem roku 2000 zaměstnávaly malé a střední zemědělské podniky asi desetinu pracovní síly, převažoval obchod a drobný průmysl (do roku 2000 soustružna, továrna na nábytek, továrna na kovové zboží, velká pila).

## Obyvatelstvo
| Vývoj počtu obyvatel | Vývoj počtu obyvatel | Vývoj počtu obyvatel | Vývoj počtu obyvatel | Vývoj počtu obyvatel | Vývoj počtu obyvatel | Vývoj počtu obyvatel | Vývoj počtu obyvatel | Vývoj počtu obyvatel |
| -------------------- | -------------------- | -------------------- | -------------------- | -------------------- | -------------------- | -------------------- | -------------------- | -------------------- |
| Rok                  | 1850                 | 1900                 | 1950                 | 1970                 | 1980                 | 1990                 | 2000                 | 2005                 |
| Počet obyvatel       | 1343                 | 1410                 | 2299                 | 2539                 | 2895                 | 3473                 | 4042                 | 4178                 |

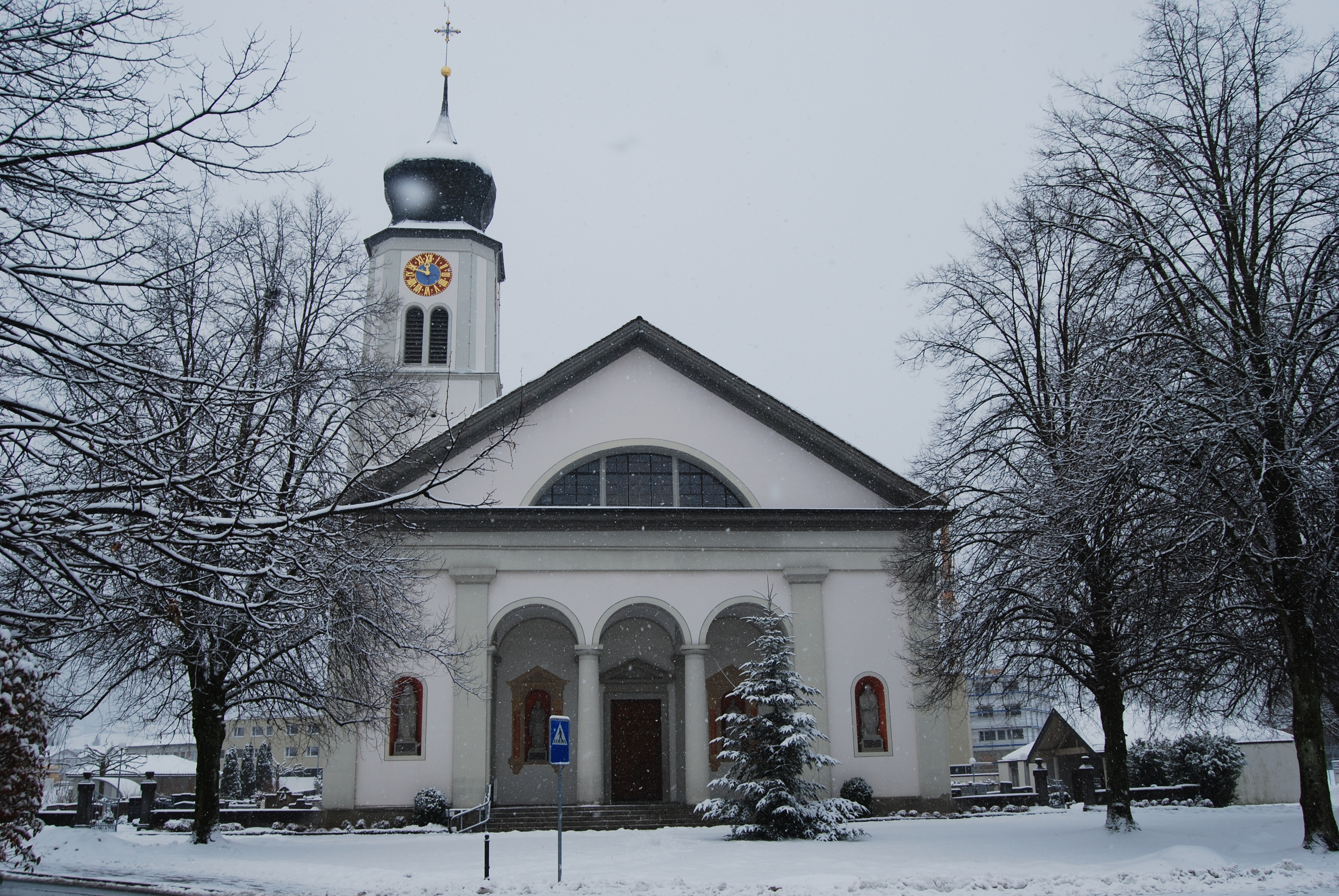
Kostel sv. Martina

Většina obyvatel (k roku 2000) hovoří německy (90,7 %), druhou nejčastější řečí je albánština (3,0 %) a třetí srbochorvatština (1,4 %).

## Hospodářství
Díky využití vodní síly se zde již v 19. století usadil malý místní průmysl, který je poměrně rozmanitý. Sídlí zde výrobci nábytku, textilu, kovového zboží, okenních konstrukcí, mechanické dílny a další.

## Doprava
Galgenen je spojen s curyšskou aglomerací prostřednictvím křižovatky na dálnici A3 v Lachenu. Nejbližší železniční stanice je Siebnen-Wangen na trati Curych–Ziegelbrücke. Dopravní obslužnost obce a okolí zajišťují autobusy Postauto.